# Marjorie Barrow
Marjorie Barrow (* um 1910; † 20. oder 21. Jahrhundert, verheiratete Marjorie Lafferty) war eine kanadische Badmintonspielerin. 

## Karriere
Marjorie Barrow gewann 1931 ihren ersten nationalen Titel in Kanada, wobei sie im Damendoppel mit Marguerite Delage erfolgreich war. Zwei weitere Titelgewinne folgten 1932 und 1934, beide ebenfalls im Doppel mit Delage.

## Sportliche Erfolge
| Saison | Veranstaltung                 | Disziplin   | Platz | Name                                |
| ------ | ----------------------------- | ----------- | ----- | ----------------------------------- |
| 1931   | Kanada: Einzelmeisterschaften | Damendoppel | 1     | Marjorie Barrow / Marguerite Delage |
| 1932   | Kanada: Einzelmeisterschaften | Damendoppel | 1     | Marjorie Barrow / Marguerite Delage |
| 1934   | Kanada: Einzelmeisterschaften | Damendoppel | 1     | Marjorie Barrow / Marguerite Delage |

## Referenzen
- badmintonquebec.com (Memento vom 25. April 2012 im Internet Archive)

| Personendaten    | Personendaten                        |
| ---------------- | ------------------------------------ |
| NAME             | Barrow, Marjorie                     |
| ALTERNATIVNAMEN  | Lafferty, Marjorie                   |
| KURZBESCHREIBUNG | kanadische Badmintonspielerin        |
| GEBURTSDATUM     | um 1910                              |
| STERBEDATUM      | 20. Jahrhundert oder 21. Jahrhundert |